# Karl Wilhelm Göttling

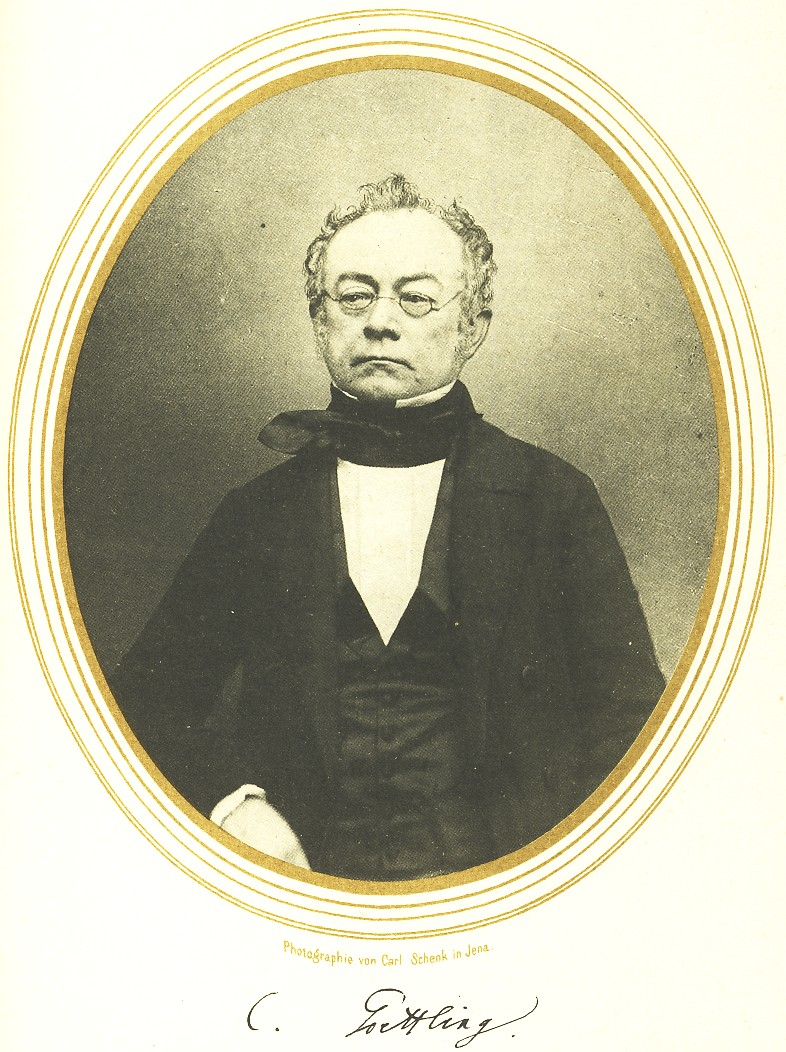
Karl Wilhelm Göttling 1858.

Karl Wilhelm Göttling, född den 19 januari 1793 i Jena, död där den 20 januari 1869, var en tysk språkforskare och arkeolog, son till kemisten Johann Friedrich August Göttling.
Göttling deltog som frivillig i 1814 års krig och blev 1815 professor vid gymnasiet i Rudolstadt, 1819 direktor på gymnasiet i Neuwied, 1822 extra ordinarie professor i klassisk filologi i Jena, 1826 universitetsbibliotekarie och direktor vid filologiska seminariet samt 1832 ordinarie professor där. De resor Göttling företog till Italien och Grekland kom honom att särskilt ägna sig åt studiet av romerska och grekiska antikviteter, och på hans initiativ stiftades ett arkeologiskt museum i Jena. Han författade bland annat Geschichte der römischen Staatsverfassung von Erbauung der Stadt bis zu Cäsars Tod (1840) samt utgav värdefulla upplagor av några av Aristoteles arbeten samt av Hesiodos. Göttlings Gesammelte Abhandlungen aus dem klassischen Alterthum utkom i 2 band, 1851-63; hans brevväxling med Goethe 1824-31 utgavs 1880 av Kuno Fischer.